# ゴア州

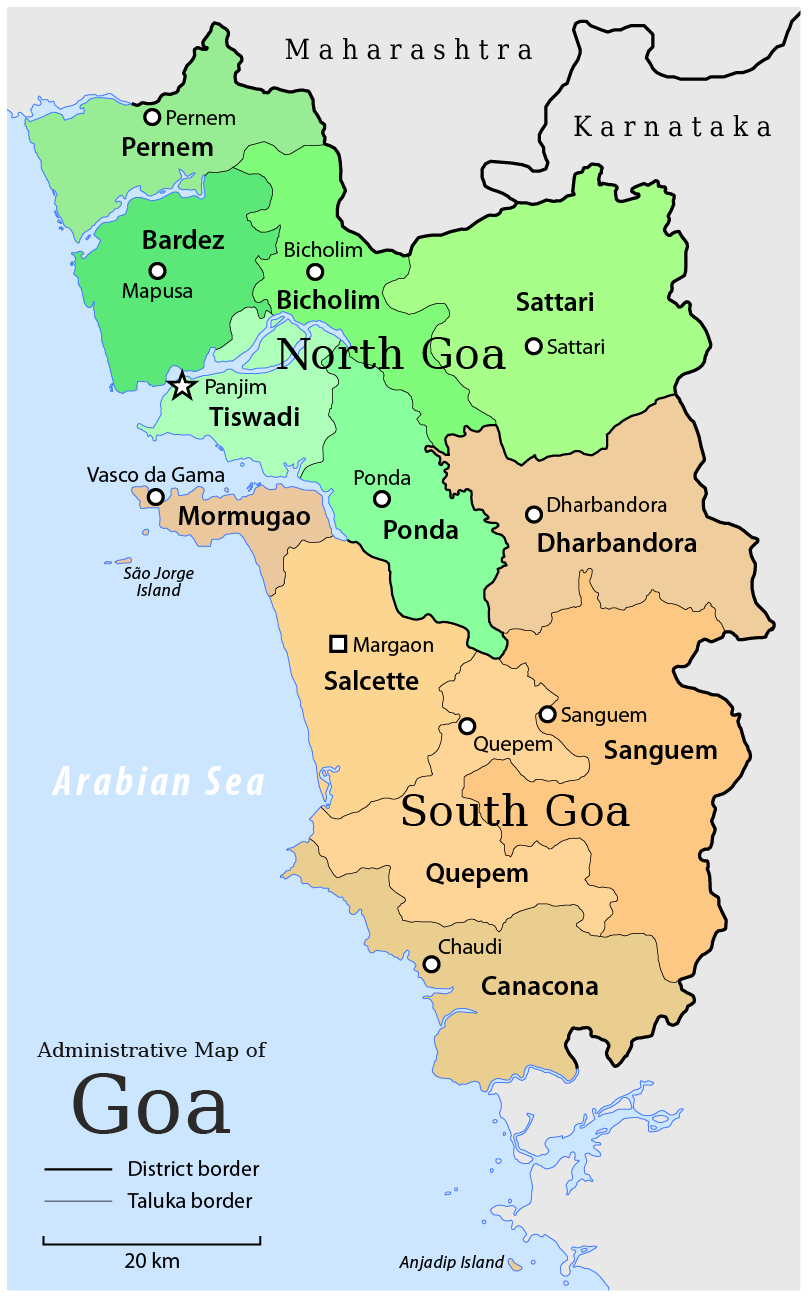
ゴアの地図

ゴア州（ゴアしゅう、コンカニ語：गोंय、マラーティー語：गोवा、ポルトガル語: Goa）は、インド西海岸の州である。16世紀から20世紀半ばまでポルトガル領インドの一部であり、ポルトガルのアジアにおける拠点であった。漢字表記は臥亜、俄亜。

## 歴史

### ゴアの征服
ゴアはインド西海岸中部のマンドウィー河の河口にある島に位置し、天然の良港を有する。ゴアは11世紀初めから貿易港として発展し、14世紀からはイスラム系王朝の下で馬や香料の貿易で繁栄した。16世紀初めにはイスラーム王朝のビジャープル王国の重要都市であった。1510年2月、ポルトガル王国のインド総督アフォンソ・デ・アルブケルケが1,000人のポルトガル兵を率いて来航し、この都市を降伏させた（ポルトガルによるゴア占領）。しかし、ゴアの要塞が老朽化しており使えなかったため、同年5月にビジャープル王国のスルターンが50,000の兵を率いて攻撃してくると一旦引き上げた。アフォンソ・デ・アルブケルケはポルトガル本国からの増援が到着すると、同年11月2,000のポルトガル兵によってゴアを再び陥落させた。ビジャープルのスルターンは何度もゴアを攻撃したが、奪回できなかった。1512年にはゴア要塞へ通じる水路を制するベナステリム要塞を奪取し、ゴアに病院といくつかの教会を建設した。

### 黄金のゴア
1530年、ポルトガル領インドの首府はコーチンからゴアに移され、アジアの全植民地を統治するポルトガルのインド総督あるいはインド副王が駐在した。ゴアとリスボンの間には喜望峰経由の定期航路が開かれ、多くのポルトガル人をアジアに送り出し、アジアの富をポルトガルに持ち帰った。1534年にはローマ教会の大司教座が設置され、ローマ教会において全アジアを管轄する中心となり、これを機にサンタ・カタリナ大聖堂が建設された（1562年～1619年）。17世紀初頭のゴアはモザンビークから長崎に広がるポルトガル海上帝国の首府として「東洋のローマ」と呼ばれる黄金時代を迎えた。当時のゴアの人口は20万人に達し、市内には壮麗な教会や修道院、総督府などの建物が立ち並んで、ヨーロッパの都市にも引けを取らなかったとされる。その一方で、ゴアに住むインド人はキリスト教への改宗を強制され、また異端審問所も設置された。

### ポルトガル支配の衰退

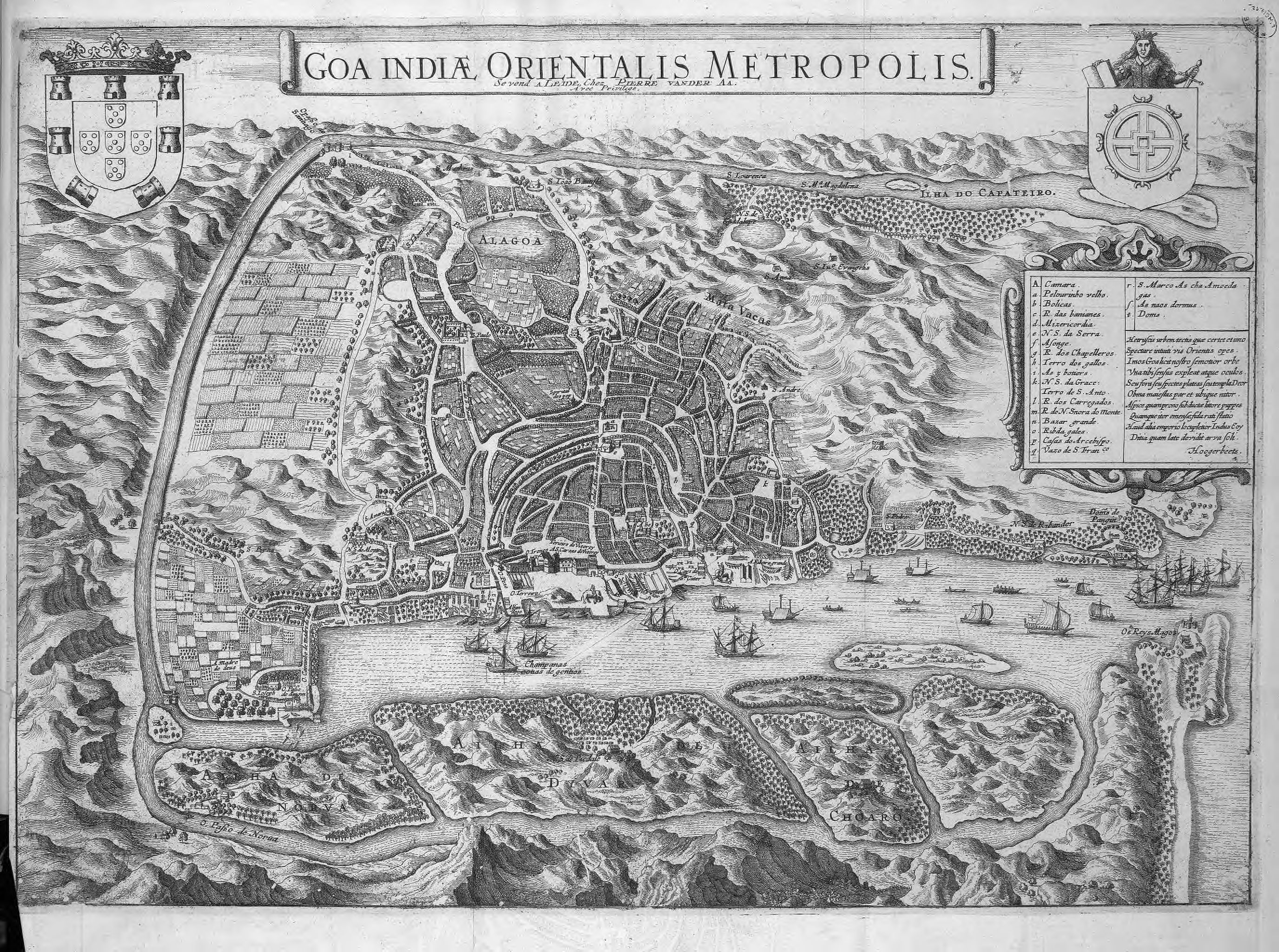
18世紀に作成されたゴアの古地図

17世紀にアジアへ進出したオランダ共和国がポルトガル船を拿捕したり、マラッカなどポルトガル植民地を奪取すると、ポルトガルの海上覇権は次第に衰えていった。しかし、オランダはゴアを何度も包囲したが、ゴアを陥落させることはできなかった。また、マラーター同盟の伸長により一時は副王が処刑されるなどの状態に追い込まれたが、その内紛に乗じて反撃に転じ、ゴアはこれまでの4倍となる3700km2にまで拡大した。19世紀初めにナポレオンがポルトガル本国を占領すると、ゴアがフランスの手に落ちることを恐れたイギリスに一時的に占領された。
その後、イギリスがインドに植民地帝国を建設した時も、ポルトガルはゴア、ディーウ、ダマンなどの都市の領有を保持した。第二次世界大戦においてポルトガルは中立国の立場をとったため、ゴアは東アフリカのモザンビーク植民地のロレンソ・マルケスとともに、抑留されていた交戦国民の交換船による交換地となった。

### インドによる併合
1947年にインドがイギリスから独立すると、インド政府はポルトガルにも領土の返還を求めたが、他の植民地での独立闘争に波及することで、植民地帝国が崩壊することを恐れた当時のアントニオ・サラザール政権は応じなかった。また、この時ゴアで鉄鉱石が発見され、自由貿易港であることもあって、ゴアは再び繁栄の時代を迎えることになった。
しかし、1955年に非暴力で領土返還を求めるデモ隊にポルトガルの警官隊が発砲。死者20人以上、負傷者500人近くを出す惨事が発生した。これにより、ポルトガル統治に対する反感が一層高まり、この事態を重く見たインド政府は、1961年に陸軍45,000人ほか海空軍を動員して武力侵攻し、戦闘の末にゴアを占領、インドにおけるポルトガルの植民地支配は実質的に終焉した。このとき、NATOに加盟していたポルトガルは、条約に基づく加盟国の共同防衛を期待したが、援軍を送った国はなかった。

### 現在のゴア

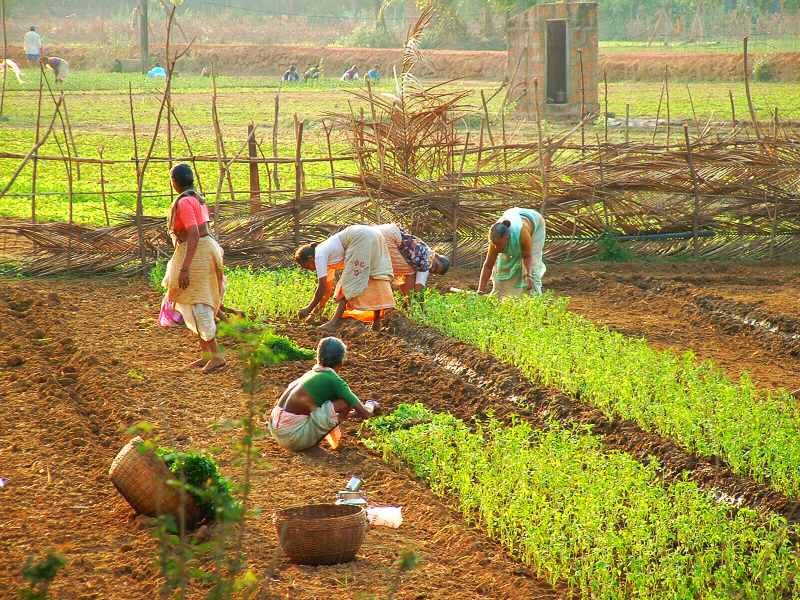
働く女性達

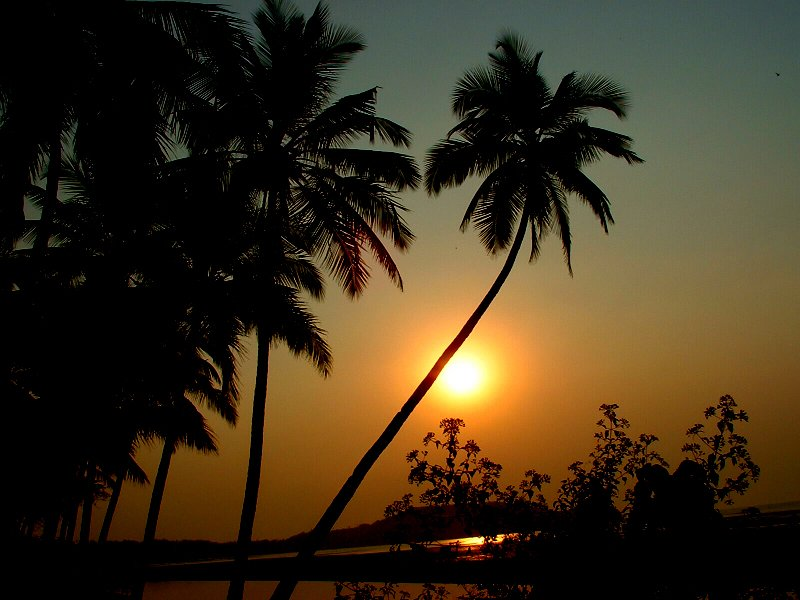
チャポラ川の夕焼け

インドによるゴア併合に対し、アメリカとイギリスは国連安保理で非難決議案を提出したが、ソ連が拒否権を発動したため、採択されなかった。また、他の多くの国も植民地独立運動の一つとして支持し、1974年のカーネーション革命を経て民主化したポルトガルは公式に主権を放棄した。1987年にパナジを首府とするゴア州が設置された。2001年現在の州の人口は135万人である。州内では英語やコンカニー語などが使用されているが、ポルトガル語を話す住民も30,000から50,000人程度存在する。
1986年には聖フランシスコ・ザビエルの墓を収容するボム・ジェズ教会や聖フランシス修道院などポルトガル時代のキリスト教建築が「ゴアの聖堂と修道院」としてユネスコ世界遺産に登録された。ポルトガル植民地時代の建物と文化が残っており、リゾート地として国内外の観光客を集めている。この地の音楽から生まれたゴアトランスはサイケデリックトランスとして世界に広まった。

## 経済

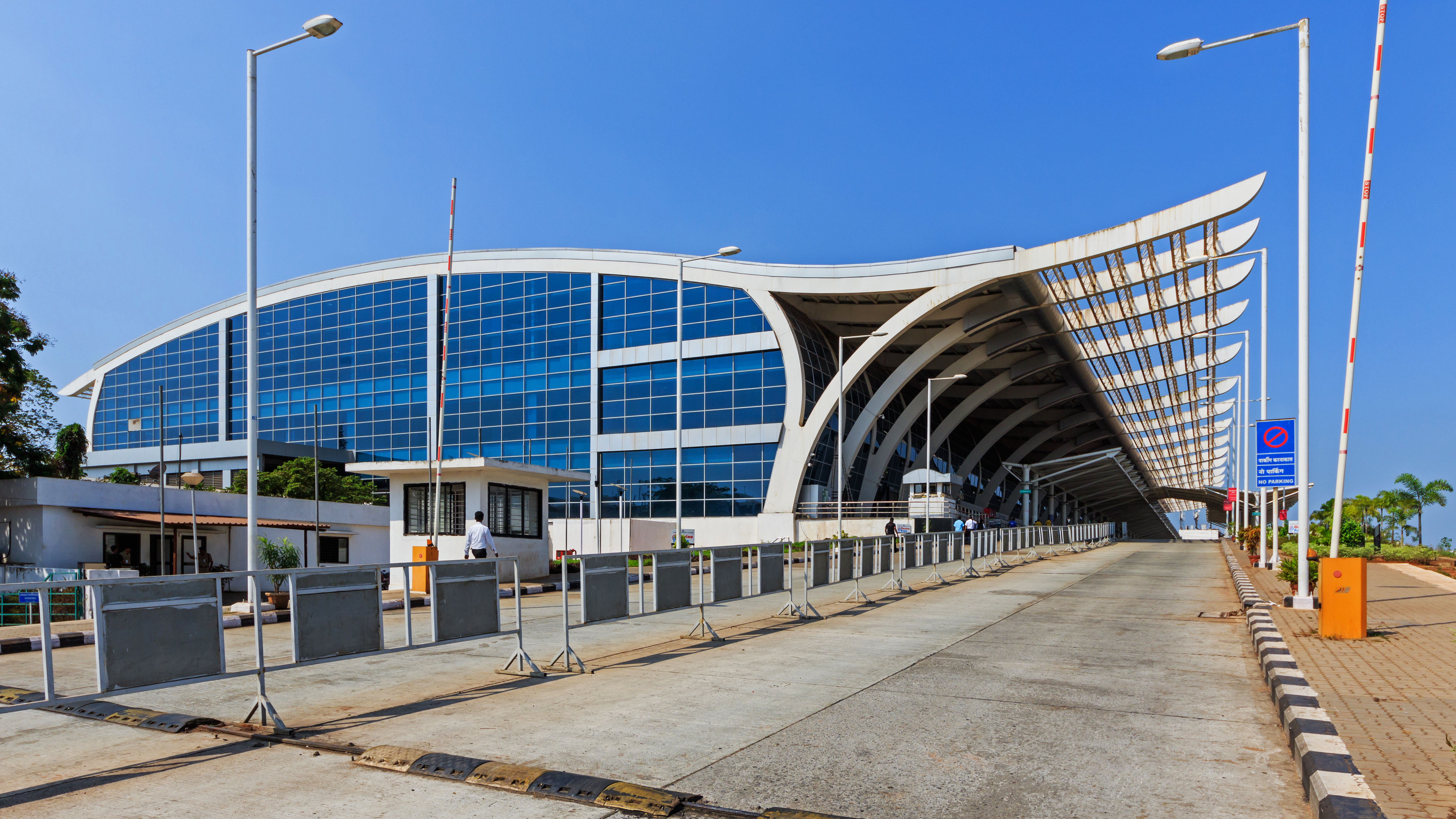
ゴア国際空港

ゴアはインドで最も富裕な州の一つである。2019年のGDPは7,482億ルピー（94億ドル）で第23位。一人当たりGDPは435,959ルピー（6,227ドル）でインドの州の中でトップである。主要産業は観光で、鉱業が続く。鉄・ボーキサイト・マンガン等を産出する。農業と漁業は衰退しつつある。米が主要農産物である。

## スポーツ
ゴアでは2016年10月に「BRICS U-17サッカー選手権」が開催された。

## 隣接州
- マハーラーシュトラ州
- カルナータカ州